# Schlehen-Bürstenspinner
Der Schlehen-Bürstenspinner, Schlehenspinner oder Kleine Bürstenspinner (Orgyia antiqua) ist ein Schmetterling (Nachtfalter) aus der Unterfamilie der Trägspinner (Lymantriinae) innerhalb der Familie der Eulenfalter (Noctuidae).

## Merkmale
Die Falter erreichen eine Flügelspannweite von 25 bis 30 Millimetern. Zwischen den beiden Geschlechtern besteht ein starker Sexualdimorphismus. Die Männchen haben normal entwickelte Flügel, die rost- und dunkelbraun gefleckt sind. Am Innenwinkel der Vorderflügel befindet sich ein weißer, dunkel umrandeter Fleck. Ihre Fühler sind gefiedert. Die Weibchen hingegen haben fast komplett zurückgebildete Flügel und einen plumpen Körper, der mit dem eines typischen Schmetterlings nicht viel gemein hat. Ihr Körper ist stark kurz behaart, auf der Oberseite grau und auf der Unterseite gelbgrün gefärbt. 
Die Raupen werden etwa 30 Millimeter lang und sind sehr auffällig gefärbt bzw. behaart. Der Körper hat eine graue Grundfärbung, am Rücken finden sich rot und schwarz gemusterte Bereiche. Auf jedem Segment befinden sich mehrere rote Punktwarzen, die lange weiße Haarbüschel tragen. Am vierten bis siebten Segment befinden sich am Rücken sehr dichte, gelbliche bis bräunliche Bürsten. Am elften Segment befindet sich ein Büschel aus kurzen braunen und langen schwarzen Haaren, der nach hinten gerichtet ist. Gleichartige Büschel finden sich paarweise angeordnet jeweils am fünften Segment seitlich abstehend und am ersten nach vorne gerichtet.

## Vorkommen
Die Tiere kommen in fast ganz Europa, außer dem hohen Norden und Teilen des Mittelmeergebietes, östlich bis nach Ostasien und in Nordamerika vor. Man findet sie weit verbreitet und häufig in Wäldern wie im offenen Gelände und auch in Gärten.

## Lebensweise
Die Falter sind tagaktiv. Männchen fliegen auf der Suche nach Weibchen ungestüm umher. Nachdem das Weibchen aus seinem Kokon geschlüpft ist, setzt es sich auf diesen und sondert Pheromone aus der ausgestülpten Legeröhre (Ovipositor), um ein Männchen anzulocken. Nach der Paarung legt das Weibchen alle seine weißgrauen Eier direkt auf oder neben den alten Kokon ab und stirbt kurz darauf. Die Eier der ersten Generation schlüpfen relativ bald, die der zweiten Generation überwintern. Die Raupen verpuppen sich in einem weichen, ovalen grau gefärbten Kokon zwischen Blättern und Zweigen.

### Flug- und Raupenzeiten
Die Falter fliegen in zwei Generationen von Mitte Juni bis Mitte Juli und von Ende August bis September. Die Raupen findet man im Mai und von Ende Juli bis August. In kalten Jahren bildet sich nur eine Generation im Juli aus, in günstigen Jahren kann es auch eine dritte im Oktober geben.

### Nahrung der Raupen
Die Raupen ernähren sich von zahlreichen Laubbaum- und Straucharten, wie beispielsweise von Schlehdorn (Prunus spinosa), Eingriffeligem Weißdorn (Crataegus monogyna), Himbeere (Rubus idaeus), Vogelbeere  (Sorbus aucuparia), Sal-Weide (Salix caprea), Bergahorn (Acer pseudoplatanus) und auch von krautigen Pflanzen.

## Ähnliche Arten
- Eckfleck-Bürstenspinner (Orgyia recens)

## Bilder

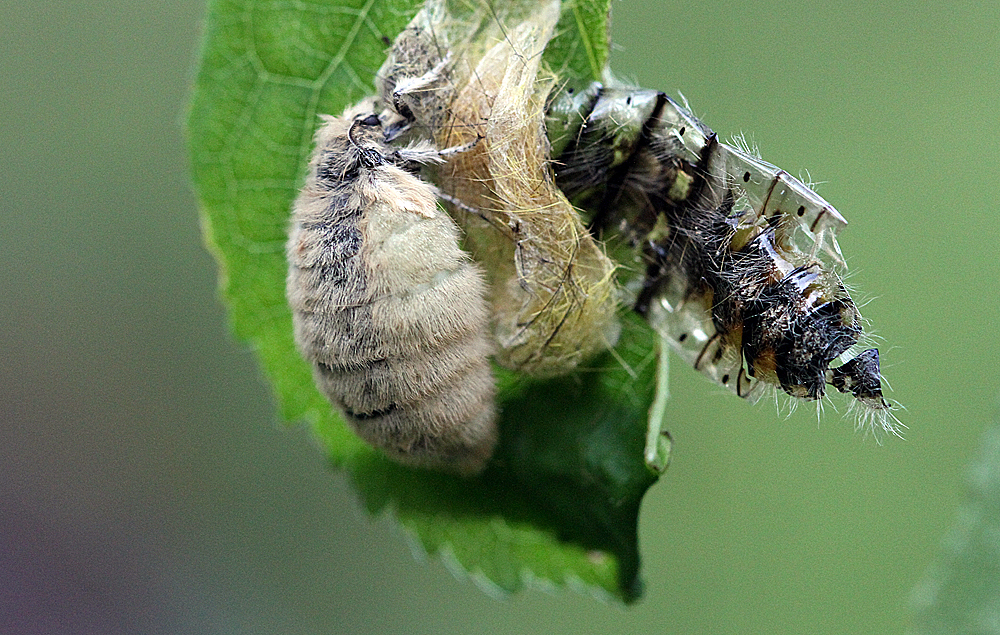
Weibchen am Kokon, rechts die leere Puppenhülle
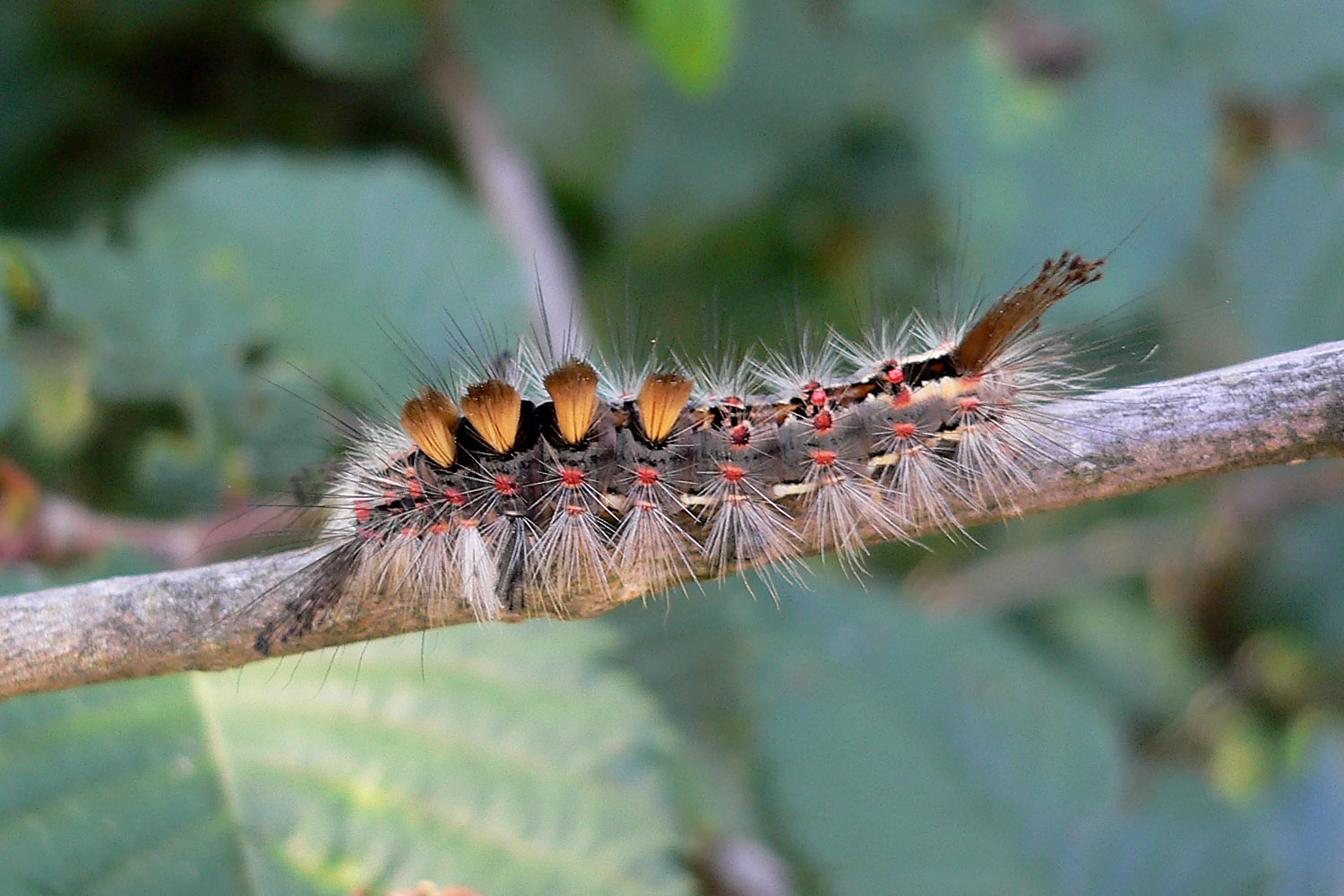
Raupe von oben
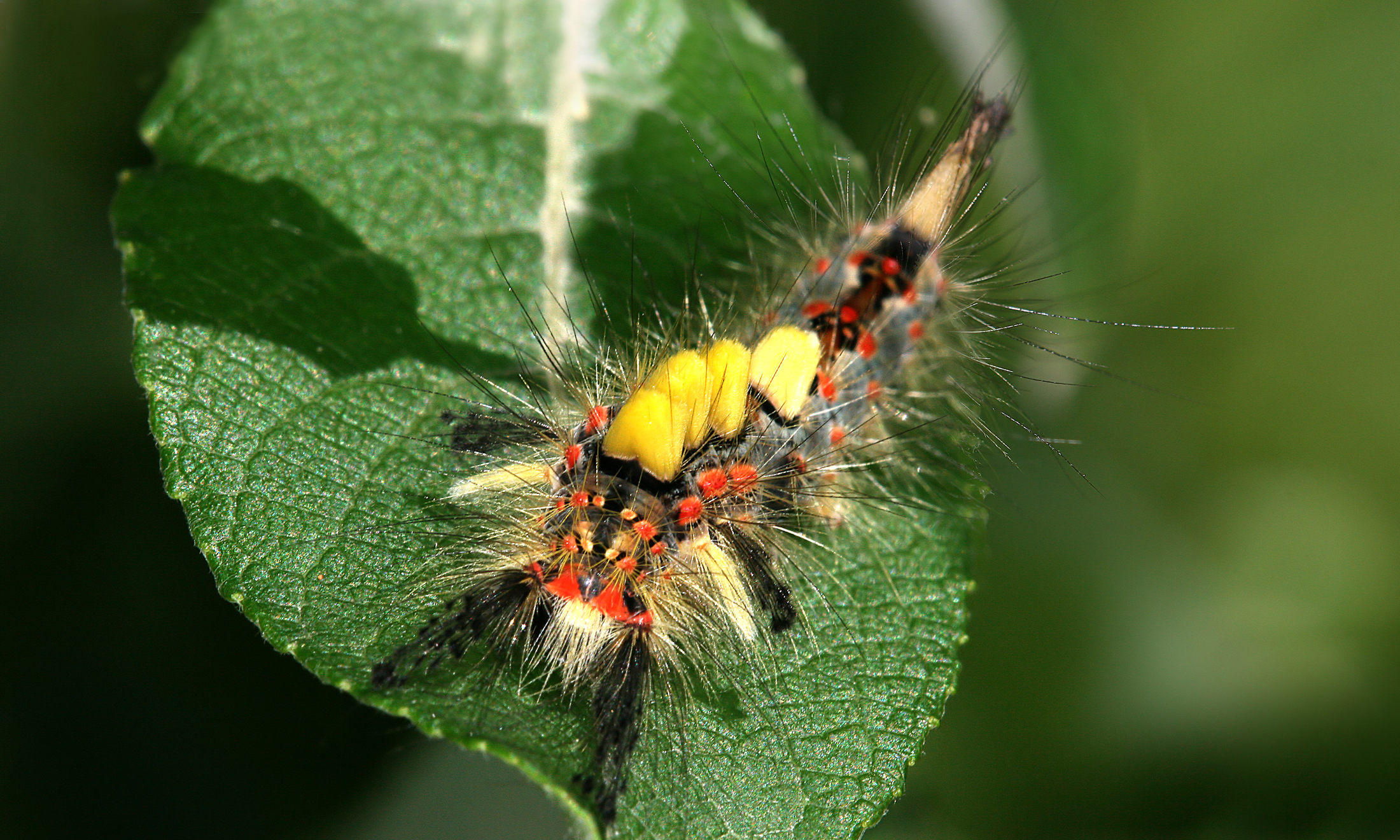
Raupe von vorne
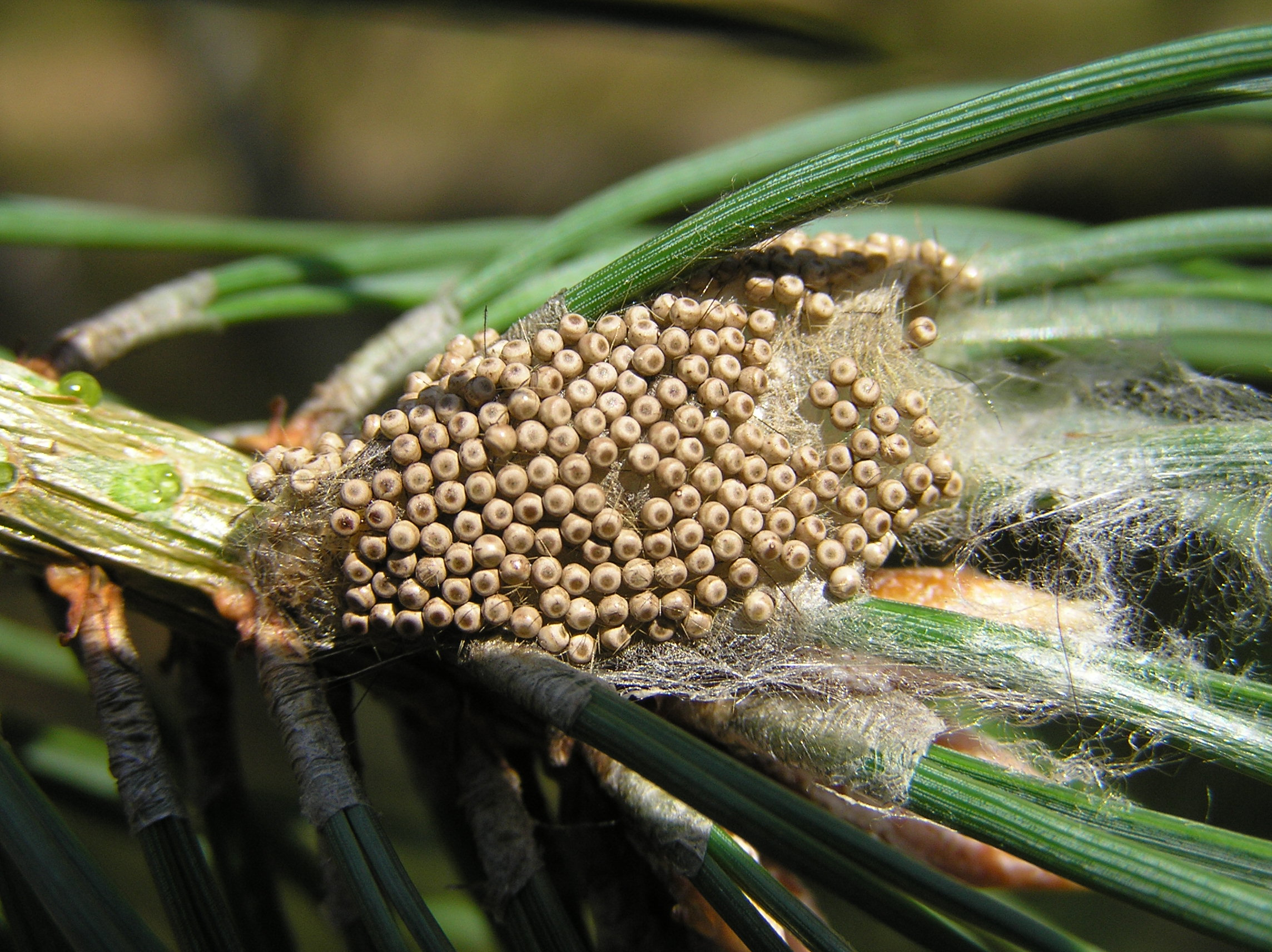
Eier
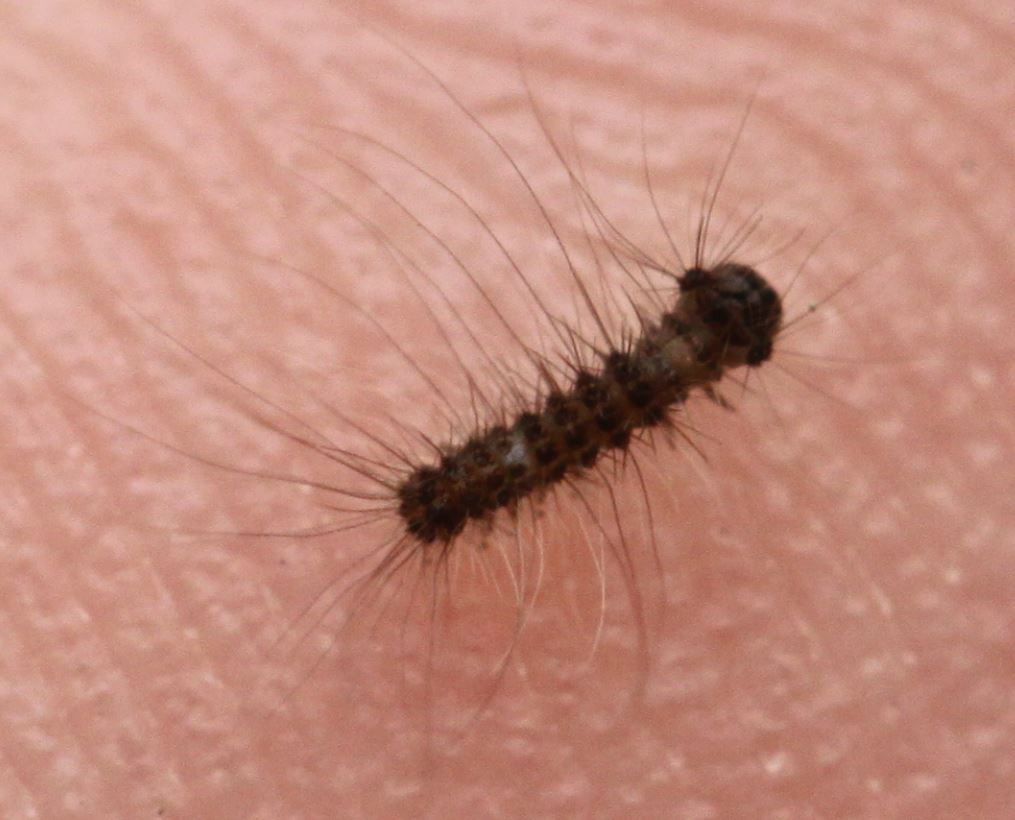
L1-Raupe (2 mm, kurz nach dem Schlüpfen) von oben
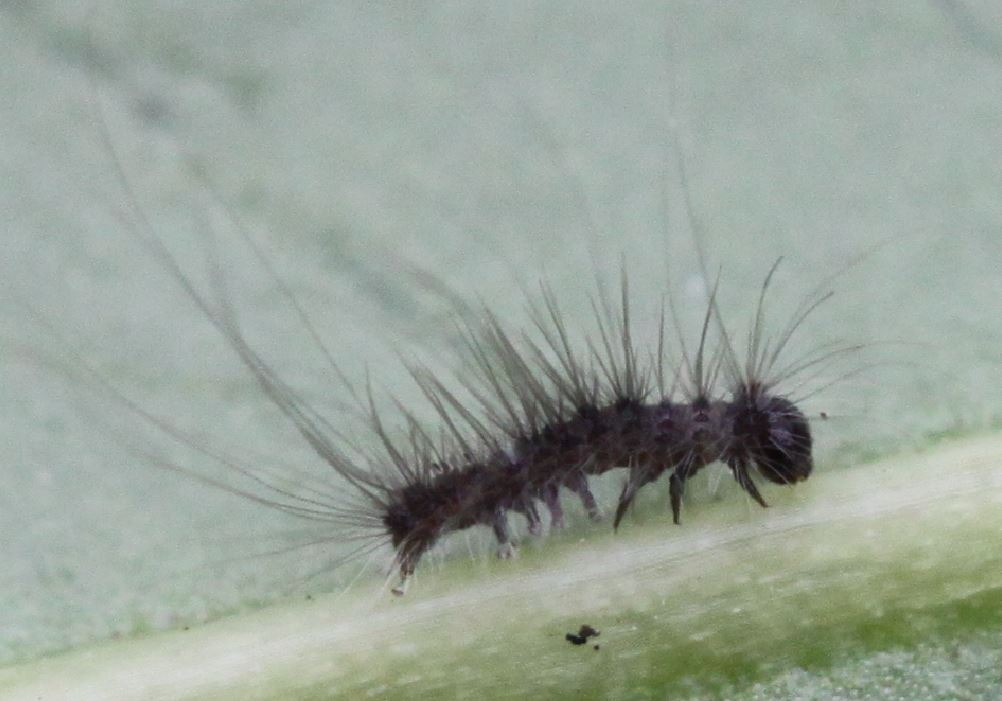
L1-Raupe (2 mm) von der Seite
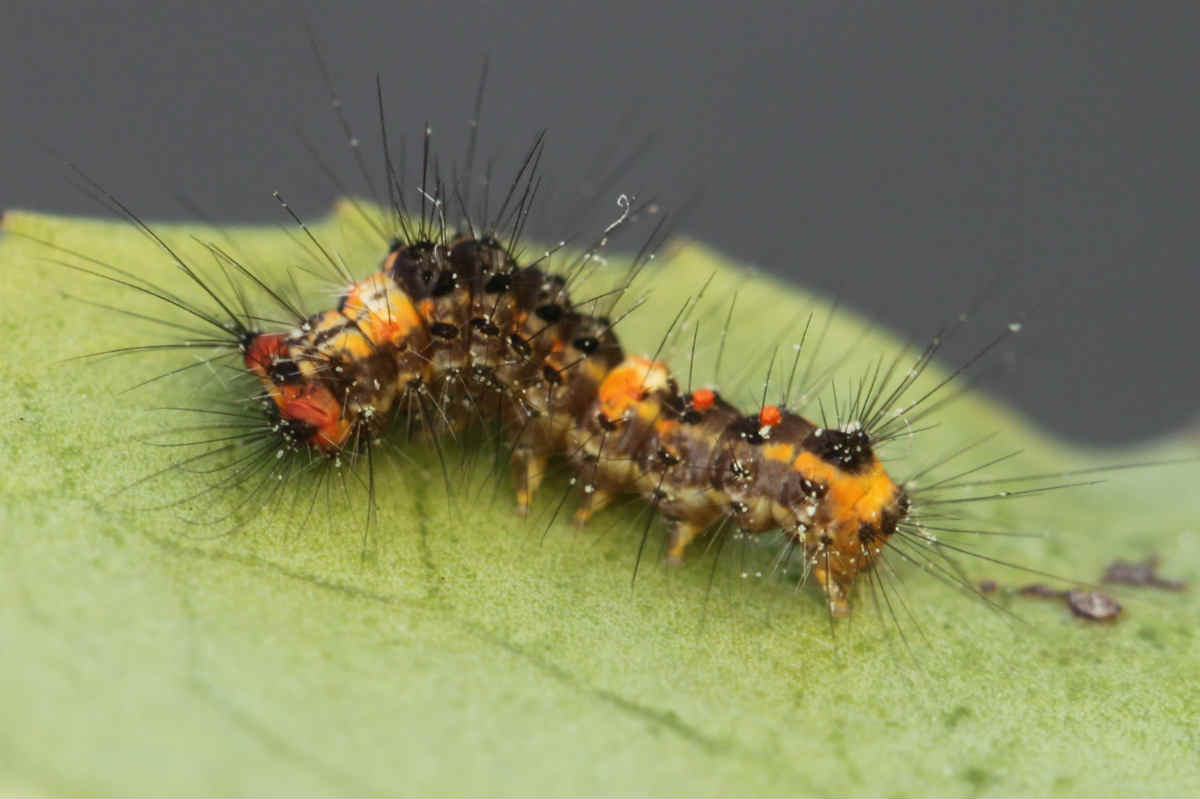
L2-Raupe (8 mm, nach 5–6 Wochen)
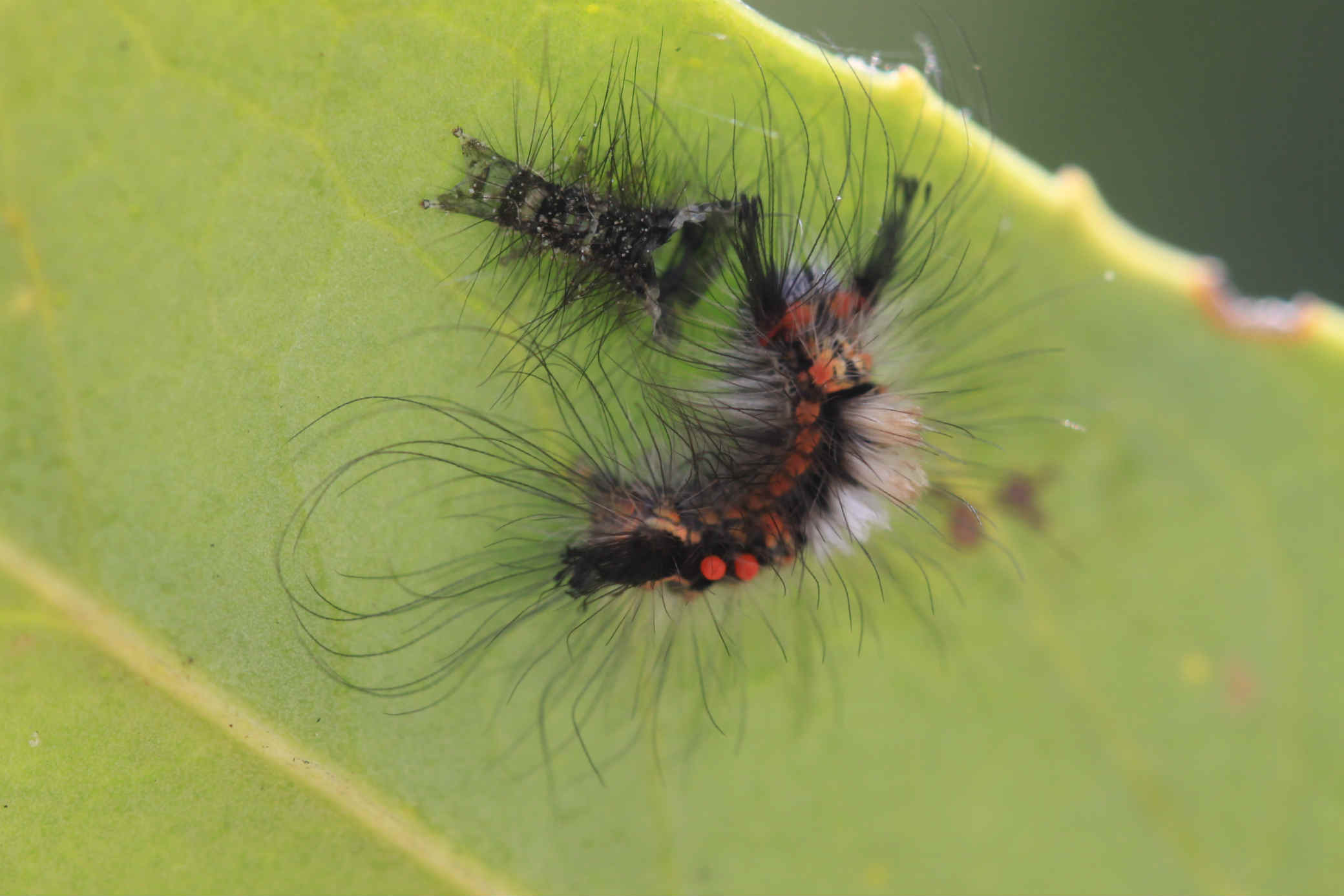
3. Raupenstadium mit Exuvie